# DPMR

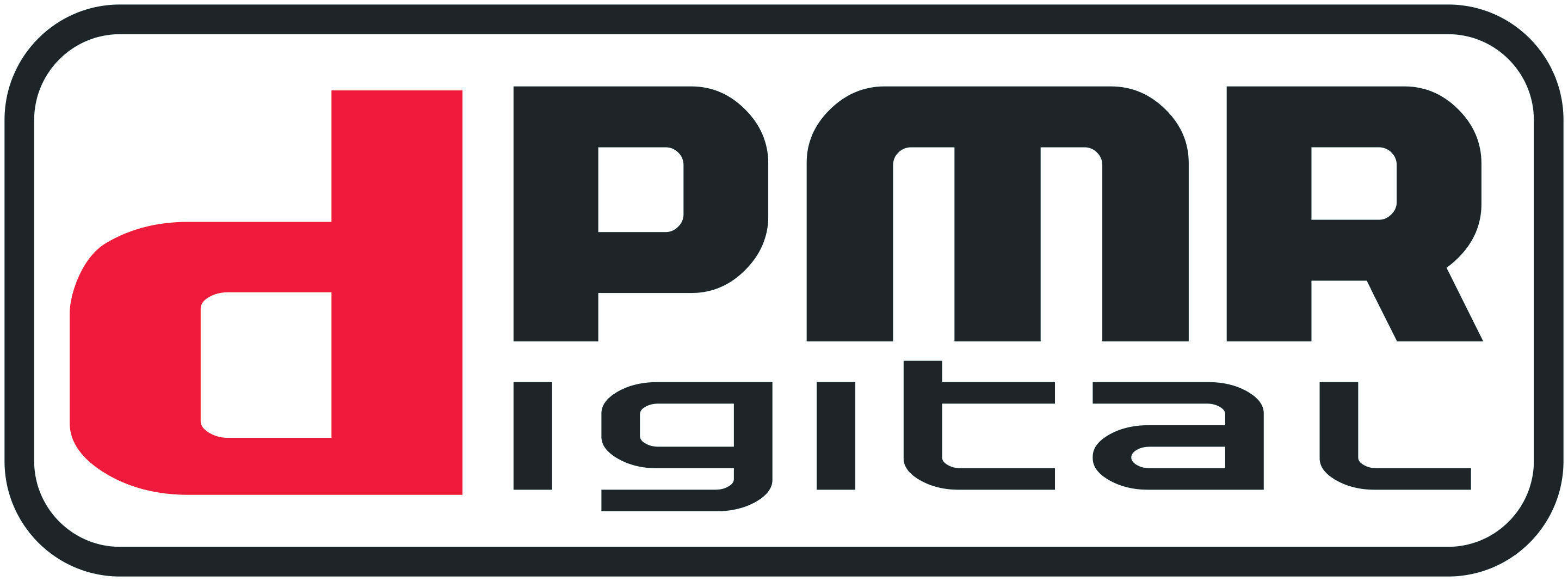
dPMR-Logo

Digital private mobile radio oder digitales PMR (kurz dPMR) ist ein Funk-Modus zur digitalen Kommunikation. dPMR ist ein offener, nicht-proprietärer Standard, der von der European Telecommunications Standards Institute (ETSI) entwickelt wurde, und als ETSI TS 102 658 veröffentlicht ist.

## Technisches
- Zugangs-Modus: Frequenzmultiplexverfahren
- Datenübertragungsrate: 4,800 bit/s
- Modulation: 4-Ton-FSK
- Bandbreite: 6,25 kHz

## Anwendungen

### dPMR446
dPMR446 ist ein lizenzfreier Jedermannsfunk im Frequenzbereich 446,1–446,2 MHz hauptsächlich in Europa. Es ist eine vollständig digitale Version des PMR446 zur Übertragung von Sprache, aber auch Text-Nachrichten (SMS) oder GPS-Positions-Updates.

### dPMR Mode 1
Modus 1 ist ein reiner Peer-to-Peer-Modus, ohne Basisstationen (Infrastruktur).

### dPMR Mode 2
Im dPMR Modus 2 wird mit oder ohne Basisstationen (Infrastruktur) gearbeitet. Die Infrastruktur kann auch in andere Netze verbinden, das ist auch per Internet Protocol möglich.

### dPMR Mode 3
Im dPMR Modus 3 werden mehrere Kanäle gebündelt, es kann über mehrere Standorte (Basisstationen) verteilt kommuniziert werden. Der Verbindungsaufbau kann dabei auch über Kabel weitergereicht werden.

## Umsetzungen
Es gibt mehrere Geräte, die dPMR verwenden, z. B.:
- Icom IDAS System u. a. mit dem IC F29DR
- Kenwood NEXEDGE System u. a. mit dem TK-3401
- Dynascan DA-350